# Национално знаме на Ямайка
Националното знаме на Ямайка е прието на 6 август 1962 година. Знамето е съставено от две диагонални златисти ивици, които се сливат в средата на знамето. Те го разделят на четири равни части, от които горната и долната част са в зелен цвят, а лявата и дясна част в черен. Знамето е в панафрикански цветове.